# Lev Arnstam
Lev Arnstam (Dnyipropetrovszk, 1905. január 15. – Moszkva, 1979. december 26.) szovjet filmrendező, kétszeres állami díjas, az OSZSZSZK népművésze.

## Életpályája
1923-ban a leningrádi Konzervatóriumban zongoraművészi diplomát szerzett mint a nagy hírű Nyikolajev professzor tanítványa. Karmesterként is működött. 1924–1927 között Vszevolod Meyerhold színházánál dolgozott. 1929-ben a Lenfilm stúdióban került kapcsolatba a filmmel, mint forgatókönyvíró, majd Abram Room segédrendezője volt. 1930-ban hangrendezőként is bemutatkozott.
Önálló feladathoz az 1930-as évek közepén jutott. Kiemelkedő munkája a lendületes, még az események hatása alatt készült, indulatoktól fűtött Zója (1944), amely a hős partizánleány, Zója Kozmogyemjanszkaja életét örökítette meg. Rendkívül dekoratív, hatásos balettfilmje a Prokofjev zenéjére írt Rómeó és Júlia (1955), amelyet Leonid Lavrovsky-val, a neves koreográfussal közösen forgatott.

## Filmjei
- Aranyhegyek (1931)
- Egyedül (1931)
- Találkozó (1932) (Fridrikh Ermlerrel és Sergei Yutkevich-vel)
- Ankara, Törökország szíve (1934) (Sergei Yutkevich-vel)
- Barátnők (1935)
- Barátok (1938) (Nikolai Tikhonov-val)
- Glinka (1946)
- Rómeó és Júlia (1955)
- A gyűlölet lángjai (1956)
- Öt nap, öt éjszaka (1961)
- A siker titka (1964)